# Roger Dumas (herec)
Roger Dumas (9. května 1932, Annonay – 3. července 2016) byl francouzský divadelní a filmový herec, držitel Molièrovy ceny. Dále působil jako písňový textař.

## Život a kariéra
Po dětství prožitém ve svém rodišti odešel v roce 1945 do Paříže.
V roce 1954 začal vystupovat v divadelní skupině francouzského herce Michela de Ré. V roce 1960 se oženil s herečkou Marie-José Natovou, už o rok později se ale rozvedli.
Ve filmu hraje stejně komediální, jako dramatické role. Během své kariéry hrál ve více než 100 filmech a natáčel s řadou režisérů, zejména s Claudem Chabrolem nebo s Philippem de Broca. Kromě toho často spolupracuje s televizí, hlavně od 90. let 20. století.
Napsal množství písňových textů pro množství interpretů, například pro zpěvačky Chantal Goya, Sylvie Vartan nebo pro Marie Laforêt.

## Filmografie (výběr)

### Celovečerní filmy
- 1955: Kdyby všichni chlapi světa ... (Si tous les gars du monde), režie Christian-Jaque
- 1963: Pouic Pouic (Pouic - Pouic), režie Jean Girault
- 1964: Muž z Ria (L'Homme de Rio), režie Philippe de Broca
- 1966: Demarkační čára (La Ligne de démarcation), režie Claude Chabrol
- 1978: Něžné kuře (Tendre poulet), režie Philippe de Broca
- 1983: Dobrodruh (Le Marginal), režie Jacques Deray
- 1984: Pevnost Saganne (Fort Saganne), režie Alain Corneau
- 1987: Masky (Masques), režie Claude Chabrol
- 1988: Šuani (Chouans!), režie Philippe de Broca
- 1989: Bunker Palace Hôtel (Bunker Palace Hôtel), režie Enki Bilal
- 1992: Zimní příběh (Conte d'hiver), režie Éric Rohmer
- 2000: Sentimentální osudy (Les Destinées sentimentales), režie Olivier Assayas
- 2006: Opojení mocí (L'Ivresse du pouvoir), režie Claude Chabrol
- 2008: První den zbytku tvýho života (Le Premier jour du reste de ta vie), režie Rémi Bezançon
- 2009: Koncert (Le Concert), režie Radu Mihaileanu

### Televize
- 1980: Hrabě Monte Cristo (Le Comte de Monte-Cristo), televizní seriál, režie Denys de La Patellière
- 1998: Hrabě Monte Cristo (Le Comte de Monte Cristo), televizní film, režie Josée Dayan

## Ocenění

### Molièrova cena
Ocenění
- 2006: Molièrova cena pro herce ve vedlejší roli za představení Moins 2

Nominace
- 1994: Molièrova cena pro herce za představení Le Retour
- 2003: Molièrova cena pro herce za představení Hysteria